# Жилкин, Владимир Иванович
Владимир Иванович Жилкин (6 мая 1896, Архангельская губерния — 9 августа 1972, Архангельск) — русский советский поэт. Участник-фротовик трёх войн. Член Союза писателей СССР (1934) с первого года его основания, участник Первого съезда советских писателей с решающим голосом.

## Биография
Родился в 1896 году в Шенкурском уезде Архангельской губернии в семье безземельного крестьянина. Отца он не помнил. Мать в поисках заработка уехала с малолетним сыном в Одессу, работала там прачкой, нянькой. Владимира она вынуждена была отдать в приют, а потом в сиротский дом, при котором он окончил ремесленное училище, устроился подручным слесаря в одну из одесских типографий. В 1914 году мать и сын уехали к родне в Москву. Муж сестры матери, аптекарский провизор, устроил мальчика учеником в аптеке.
В 1915 году во время Первой мировой войны был призван в армию, пулемётчиком был отправлен на Турецкий фронт, был контужен, лечился в госпитале.
Во время Гражданской войны вступил добровольцем в ряды Красной Армии, став бойцом 45-й дивизии под командованием И. Якира. Был переведён в политуправление, находившееся в Харькове, здесь познакомился с украинскими поэтами Мыколой Хвыльовым и Владимиром Сосюрой, стал посещать литературную студию, печатался в журнале «Зори грядущего» издаваемом Пролеткультом. В 1920 году участвовал в рядах Второй конной армии, в боях против Врангеля в Крыму, штурмовал Перекоп, затем работал в редакции армейской газеты «Красная лава».
Демобилизовавшись вернулся в родной Архангельск, работал сотрудником газеты «Волна» в одном отделе с поэтом Иваном Молчановым, с которым создал с группу пролетарских писателей «Октябрь», активно включился в литературную жизнь города, выступая на вечерах, публикуя стихи в сборниках и альманахах. Один из создателей Архангельской областной писательской организации.
В 1934 году направлен делегатом от Северного края на Первый съезд советских писателей, член Союза писателей СССР с первого года его основания.
В годы Великой Отечественной войны с 1943 года служил в одной из зенитных батарей Карельского фронта под Мурманском.
После войны вернулся в Архангельск, занимался литературной деятельностью. Жил на улице Гайдара.
Умер в 1979 году. Похоронен на Вологодском кладбище в Архангельске.

## Творчество
И вот, российской армии солдат,
Стою на берегах твоих, Евфрат.
Что занесло меня в нагорный мир
Из захолустий Ладог и Кашир?
На разных берегах давили вшей,
Ругали генералов и пашей...
Крик женщины вспыхнул и замер,
Под каменным сводом летя…
В одной из пустующих камер
На свет появилось дитя.
…И снова бил боец врагов,
Смахнув с ресницы слёзы,
- За Родину, за отчий кров,
За русские берёзы!
…Прекрасна жизни простота,
Теченье рек, в пруду звезда,
И ритмы тел, и просто те,
Чья жизнь в труде и простоте.
Первое стихотворение «На баррикады» было напечатано в 1919 году в дивизионной газете «Красная Звезда».

Когда я говорю, что Жилкин стал певцом Севера, я имею в виду не только природу Севера. Жилкин поёт и его историю, его людей, его героев. Муза Жилкина была не робкого десятка. Она не молчала при громе орудий. Я говорил до сих пор о Жилкине, по преимуществу, как о поэте-бойце. Но есть у него много добрых качеств. Очень развито у Жилкина чувство природы, которое, увы, частенько у наших поэтов, особенно у молодых, или приглушено городом, или вовсе отсутствует. Ухо и глаз Жилкина всегда навострены. Он всё вокруг слышит, всё видит и для всего находит свои особые, ярко-живописные слова: «Потрескивали облака, ломая хворост молний», «Серебристые звенят осины, как простая песенка без слов», «И дождик пробежал рысцой по синей крыше сада».— Евгений Коковин